# Zymoskop
Ein Zymoskop (v. griechisch ξὐμη: Sauerteig; σκοπεῖν: betrachten) ist ein Instrument, mit welchem die Wirkung einer bestimmten Hefe bei der Gärung festgestellt werden kann. Es misst das Kohlenstoffdioxidvolumen, das aus einer bestimmten Menge Zucker freigesetzt wird. Es besteht aus einem wassergefüllten Röhrchen mit einem Kolben, der durch das Kohlenstoffdioxid angehoben wird. Eine außen angebrachte Skala ermöglicht das Ablesen des Volumens des erzeugten Kohlenstoffdioxids.